# Rusa timorensis
El sambar de Java o ciervo de Timor (Rusa timorensis) es una especie de mamífero artiodáctilo de la familia Cervidae autóctono de Java y Bali; se introdujo en la antigüedad en las Molucas, las pequeñas islas de la Sonda y Célebes. Existen dos subespecies principales, la de Java y la de las Molucas, algo menor. Entre sus depredadores se encuentra el dragón de Komodo.
Ha sido introducido en tiempos históricos en las islas de Amboina, Mauricio, Comores, y más recientemente en Madagascar, en Brasil, Australia, Nueva Caledonia y Nueva Zelanda con fines cinegéticos.

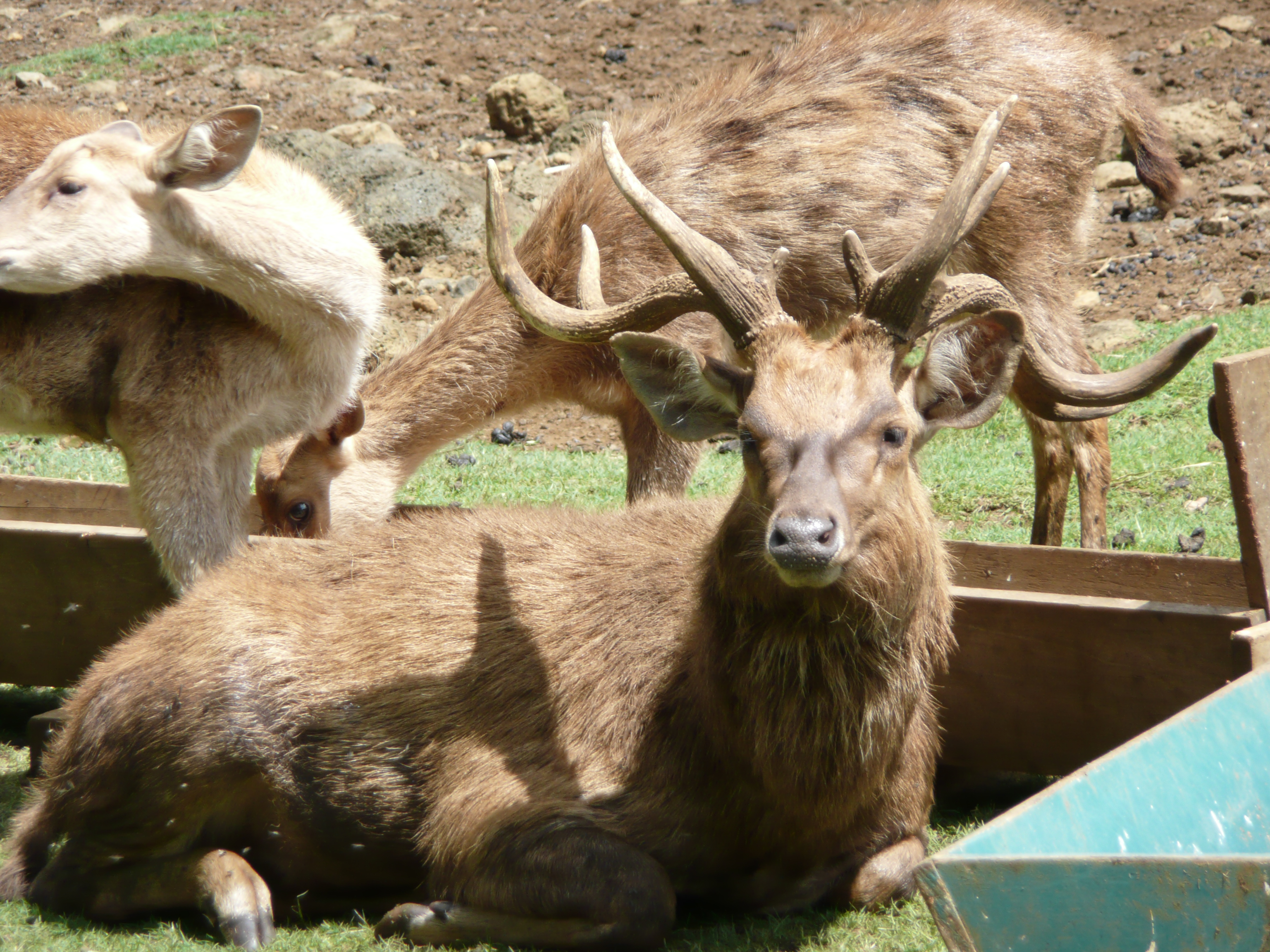
Macho
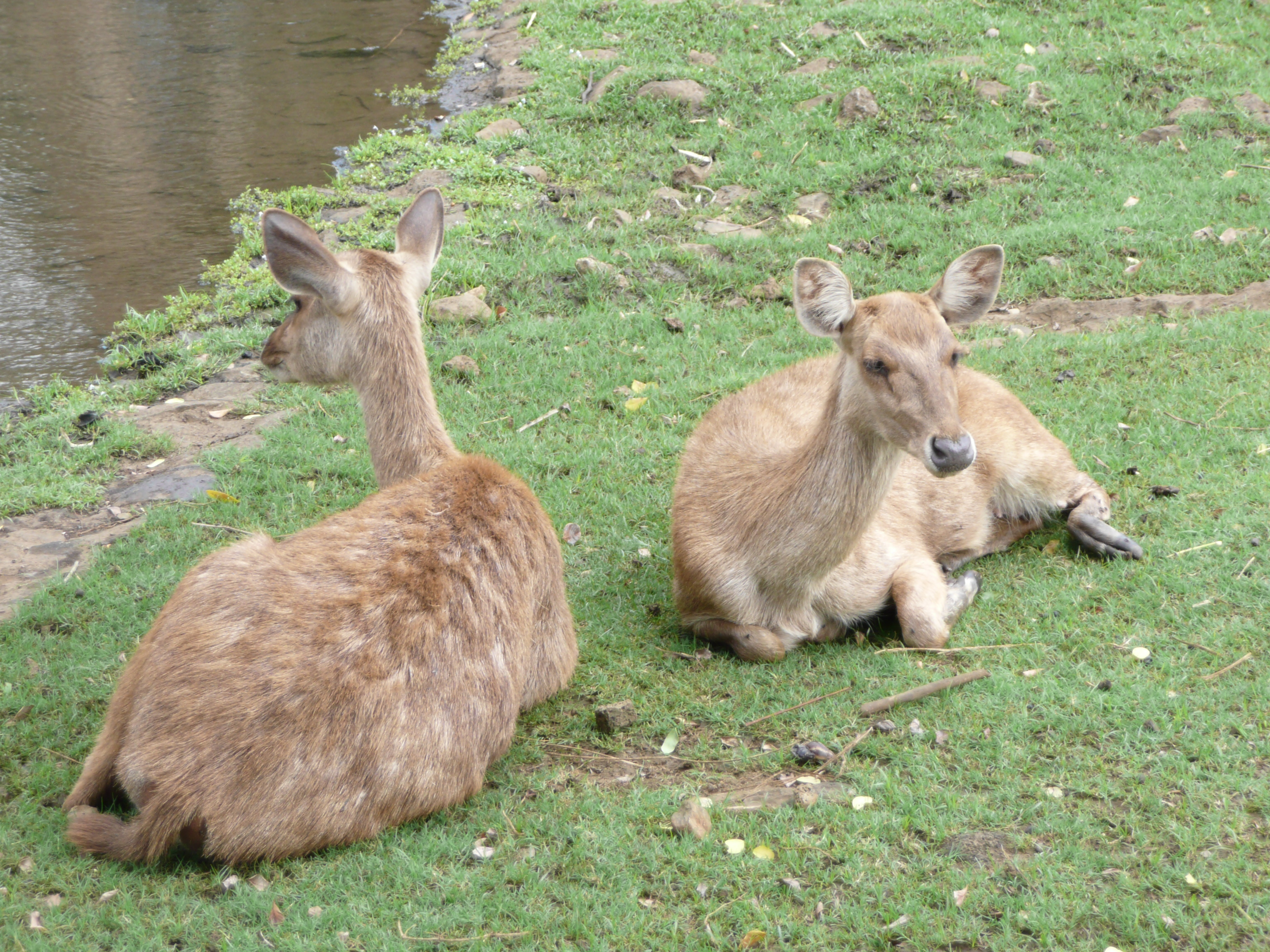
Hembras
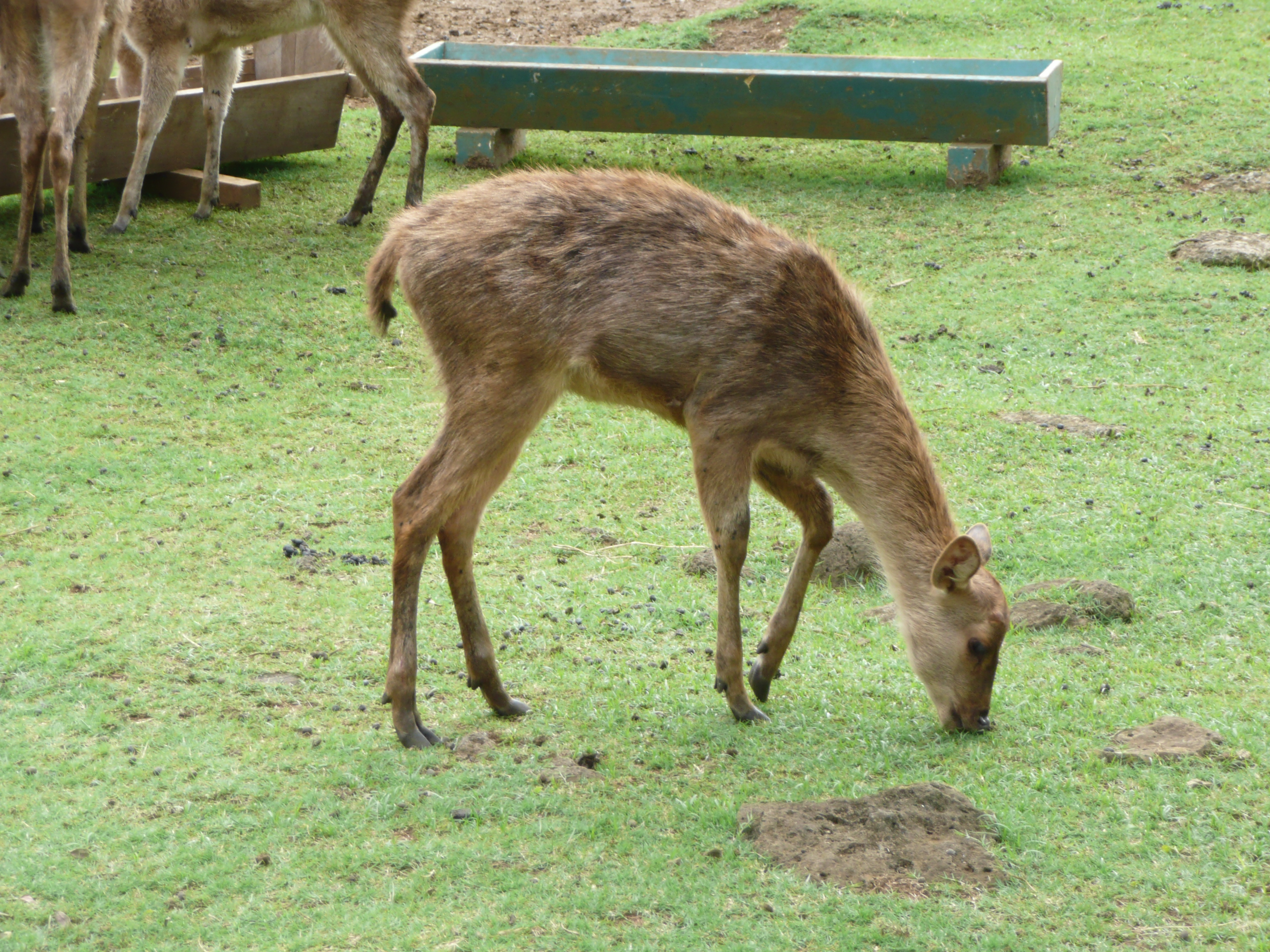
Cervatillo
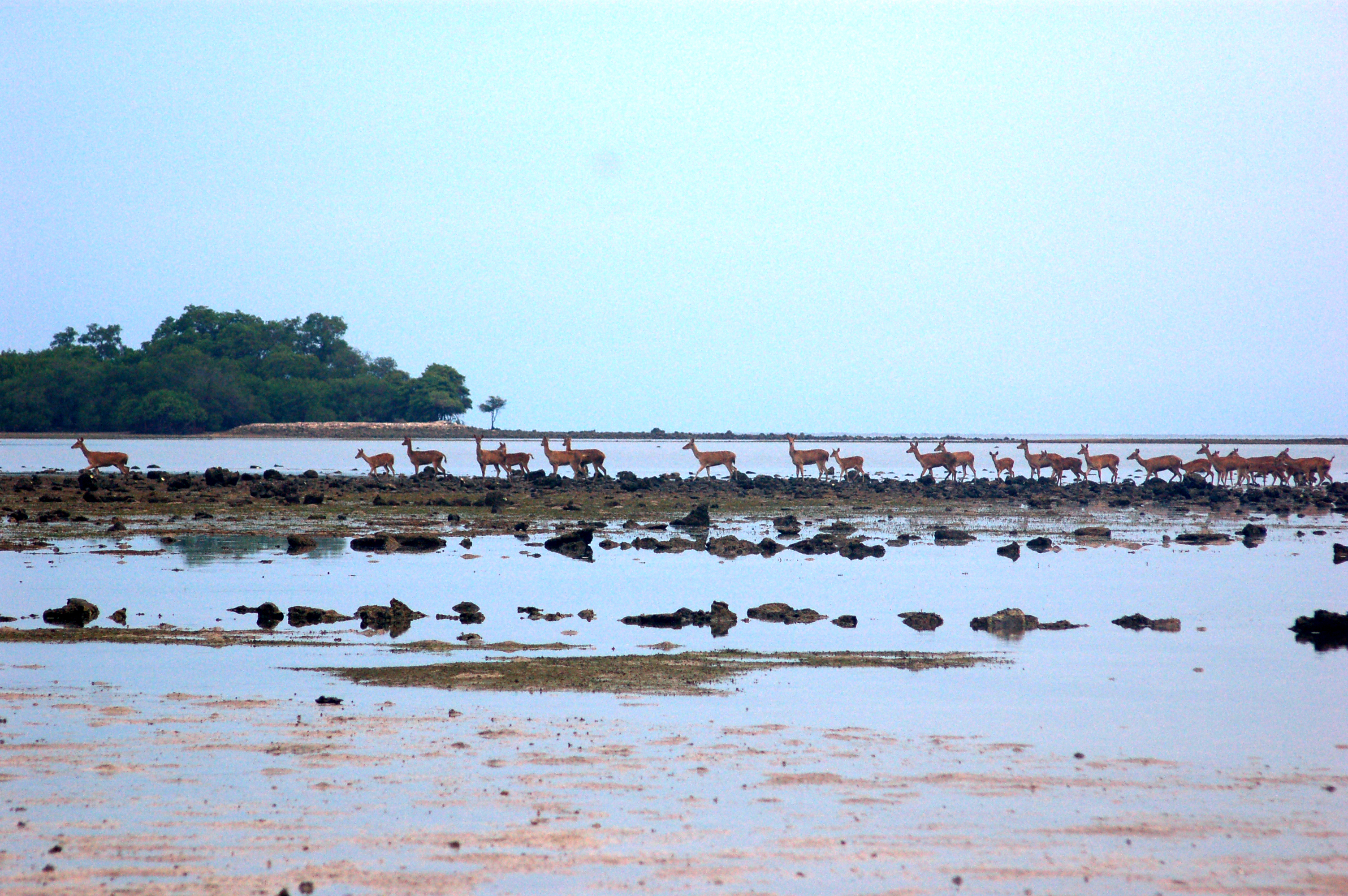
Ciervos de Timor en el parque nacional Baluran, Java

## Subespecies
- R. t. timorensis
- R. t. djonga
- R. t. floresiensis
- R. t. macassaricus
- R. t. moluccensis
- R. t. renschi
- R. t. russa